# Jeff Bleckner
Jeff Bleckner est un réalisateur et producteur américain né le 12 août 1943 à Brooklyn, New York (États-Unis).

## Filmographie

### Réalisateur
- 1975 : Welcome Back, Kotter (série TV)
- 1979 : 3 by Cheever: O Youth and Beauty! (TV)
- 1979 : Côte ouest ("Knots Landing") (série TV)
- 1980 : Willow B: Women in Prison (TV)
- 1980 : Breaking Away (série TV)
- 1981 : Dynastie ("Dynasty") (série TV)
- 1981 : Bret Maverick (en) (série TV)
- 1982 : King's Crossing (en) (série TV)
- 1982 : Daddy, I'm Their Mama Now (TV)
- 1983 : Ryan's Four (en) (série TV)
- 1983 : When Your Lover Leaves (TV)
- 1984 : Concealed Enemies (en) (TV)
- 1985 : Me and Mom (en) (série TV)
- 1985 : Do You Remember Love (TV)
- 1985 : Brotherly Love (TV)
- 1986 : (Mini-série) Fresno (en)
- 1987 : White Water Summer
- 1988 : Terrorist on Trial: The United States vs. Salim Ajami (TV)
- 1988 : La Mort à retardement (My Father, My Son) (TV)
- 1988 : Favorite Son (en) (feuilleton TV)
- 1989 : Nick Mancuso, les dossiers secrets du FBI (en) ("Mancuso, FBI") (série TV)
- 1992 : Last Wish (TV)
- 1992 : Cœurs en feu (en) (In Sickness and in Health) (TV)
- 1992 : The Round Table (en) (série TV)
- 1993 : New Year (téléfilm, 1993) (TV)
- 1994 : In the Best of Families: Marriage, Pride & Madness (TV)
- 1995 : A Father for Charlie (en) (TV)
- 1995 : Les Galons du silence (Serving in Silence: The Margarethe Cammermeyer Story) (TV)
- 1996 : La Bête (The Beast) (TV)
- 1996 : On Seventh Avenue (TV)
- 1997 : L'Avocat du démon (The Advocate's Devil) (TV)
- 1998 : Blackout Effect (en) (TV)
- 1998 : Any Day Now (en) (Any Day Now) (série TV)
- 1998 : Fenêtre sur cour (Rear Window) (TV)
- 2000 : Virus mortel (Runaway Virus) (TV)
- 2000 : Des fleurs pour Algernon (Flowers for Algernon) (TV)
- 2000 : Beach Boys: La famille (en) (The Beach Boys: An American Family) (TV)
- 2000 : Le Fugitif ("The Fugitive") (série TV)
- 2001 : Black River (en) (TV)
- 2003 : The Music Man (en) (TV)
- 2003 : Shérifs à Los Angeles ("10-8: Officers on Duty") (série TV)
- 2004 : NTSB: The Crash of Flight 323 (TV)
- 2005 : N'ayez pas peur (Have No Fear: The Life of Pope John Paul II) (TV)
- 2008 : The Russell Girl (TV)
- 2009 : Un mariage de raison / L'Amour plus fort que la raison (Loving Leah) (TV)
- 2011 : Off the Map : Urgences au bout du monde (Off the Map) (série TV)

- 2013 : L'amour au jour le jour (Remember Sunday) (TV)

### Producteur
- 1994 : In the Best of Families: Marriage, Pride & Madness (TV)
- 1996 : On Seventh Avenue (TV)
- 1997 : L'Avocat du démon (The Advocate's Devil) (TV)
- 2000 : Virus mortel (Runaway Virus) (TV)
- 2000 : Des fleurs pour Algernon (Flowers for Algernon) (TV)